# The Word of Promise
The Word of Promise è un audio dramma della Bibbia pubblicato in 79 cd e 1 dvd. È un progetto audio molto vasto, prodotto dalla più grande distribuzione del mondo di Bibbie, la Thomas Nelson Group in collaborazione con la Falcon Pictures. L'intera opera si compone di 2 cofanetti e si avvale della partecipazione di 600 attori tra cui 5 Premi Oscar.
Tra gli altri hanno preso parte al progetto prestando la loro voce: Michael York (voce narrante) Jim Caviezel (Gesù), Richard Dreyfuss (Mosè), Lou Gossett Jr. (Giovanni), John Heard (Matteo), Ernie Hudson (Pietro), Terence Stamp (Dio), Gary Sinise (David), Jason Alexander (Joseph), Marisa Tomei (Maria Maddalena), Stacy Keach (Paolo), Jon Voight (Abramo), Marcia Gay Harden, (Esther), Max von Sydow (Noè), Malcolm McDowell (Salomone).
La prima parte, il Nuovo Testamento, si compone di 20 CD ed è uscita a Novembre 2008. La seconda parte, l'Antico Testamento, è stata pubblicata in un cofanetto di 59 CD ed è uscita all'inizio del 2009. Nello stesso anno è stata pubblicata anche un'edizione integrale dell'opera.

## Musiche
Il nucleo orchestrale di base è la Bulgarian Symphony Orchestra - SIF 309, 60 elementi, prevalentemente archi. A questi si sono aggiunti alcuni solisti Italiani e Turchi. La realizzazione prevede anche un utilizzo esteso di computer music, soprattutto per le parti percussive. L'intero progetto, oltre quattro anni di lavoro, è stato composto e diretto da Stefano Mainetti. La voce solista è di Yasemin Sannino.